# Steampunk

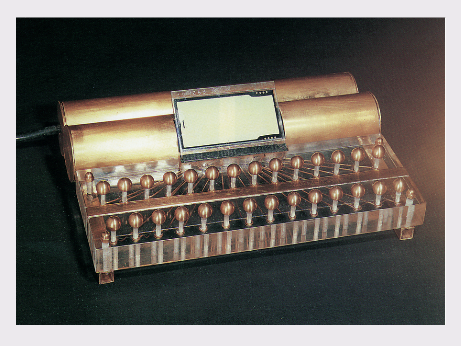
Die Flüssigkristall-Maschine kann durch die Aura der Fingerspitzen, die die Tasten nicht berühren, Zeichen und Ziffern auf dem Display erscheinen lassen. Künstler:
Marc van den Broek

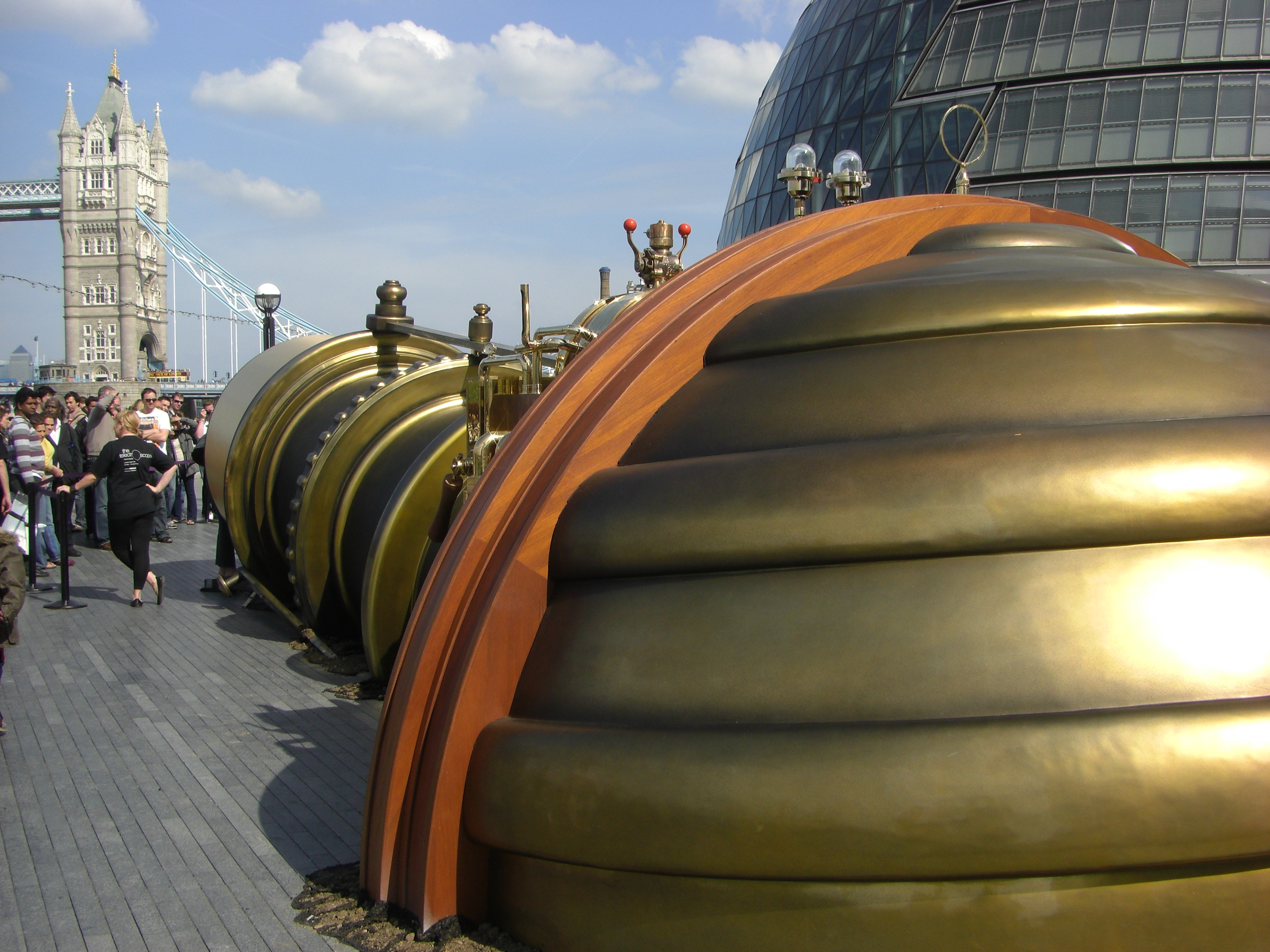
Das Telektroskop in London

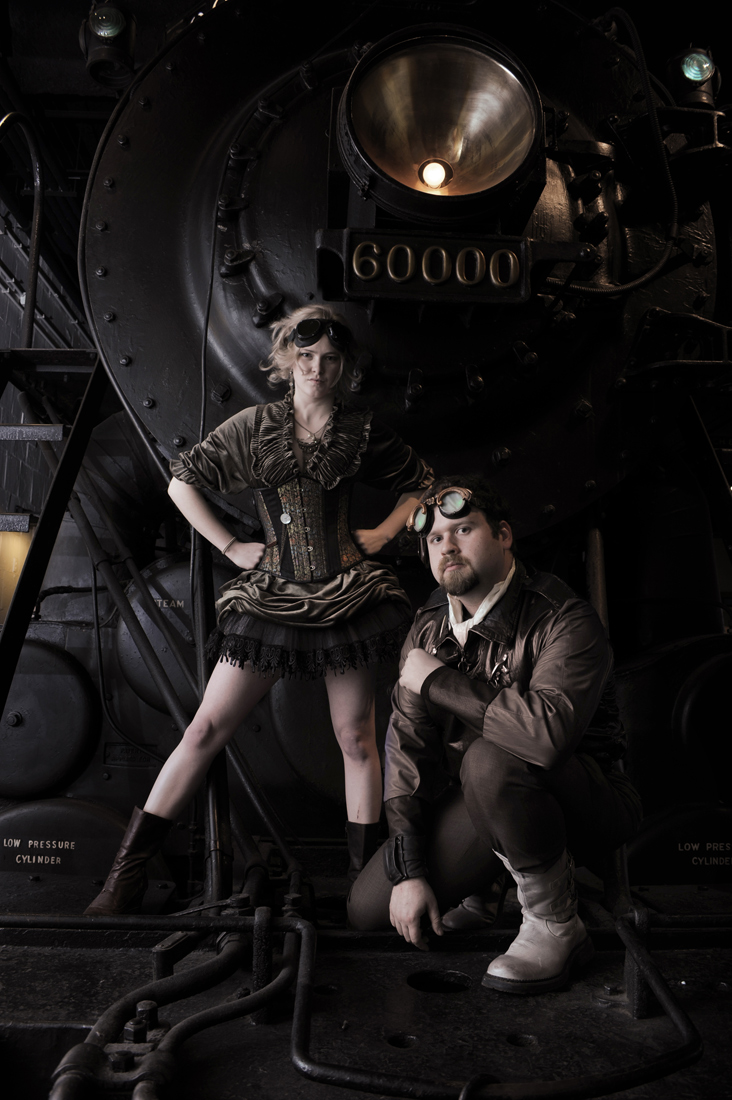
Fotografie mit Steampunk-Ambiente

Steampunk (von englisch steam „Dampf“ und amerikanisches Englisch punk „mies“, „wertlos“, verselbstständigt „Punk“) ist ein Phänomen, das als literarische Strömung erstmals in den 1980er Jahren auftrat und sich zu einem Kunstgenre, einer kulturellen Bewegung, einem Stil und einer Subkultur entwickelt hat. Dabei werden einerseits moderne und futuristische technische Funktionen mit Mitteln und Materialien des viktorianischen Zeitalters verknüpft, wodurch ein deutlicher Retro-Look der Technik entsteht. Andererseits wird die Kultur dieser Ära idealisiert präsentiert. Steampunk fällt damit in den Bereich des sogenannten Retro-Futurismus, also einer Vorstellung der Zukunft aus der Perspektive früherer Zeiten.
Bei den unterschiedlichen Spielarten von Science-Fiction werden nicht nur räumlich-zeitliche Bezüge verändert, sondern auch mit realen und virtuellen Realitäten kombiniert. Steampunk wird manchmal dem Science-Fiction-Subgenre Cyberpunk neben- oder zugeordnet, in dem sich das Individuum in einer hochtechnisierten, oft feindlichen Welt zurechtfinden muss. Anders als in vielen klassischen Science-Fiction-Werken ist Cyberpunk düsterer und oft von dystopischen Szenarien geprägt, so dass diese Richtung auch als Gegenströmung betrachtet wird, da sie sich bewusst von den blitzblanken Weltraumhelden abgrenzt.
Der Roman Die Differenzmaschine, der in Zusammenarbeit von William Gibson und Bruce Sterling 1990 veröffentlicht wurde, gilt als eines der ersten Werke, in dem retro-futuristischer Cyberpunk mit alternativer Geschichtsschreibung und einem neo-viktorianischen Setting kombiniert wird.

## Begriff
Dem Nachschlagewerk Science Fact and Science Fiction zufolge ist Steampunk

“A term coined […] to describe science fiction stories that import a calculatedly irreverent sensibility into accounts of alternative historical patterns of scientific discovery, usually involving fanciful technological inventions.”

Das ist eine sehr wissenschaftliche Beschreibung dafür, dass Steampunk-Geschichten (stark vereinfacht) eine Verbindung aus Science-Fiction und Abenteuerroman darstellen, in denen die technische Entwicklung alternative Wege eingeschlagen hat und meistens phantastisch anmutende Technik beinhaltet.
Das Genre kann man auch als Teil der sogenannten Alternativweltgeschichten sehen. Ähnlich wie das Genre des Steampunks ist auch das der Alternativweltgeschichten sehr breit gefächert und besitzt ebenfalls viele Aspekte, die nahtlos ineinander übergehen.
Während klassische Alternativweltgeschichten nur die sozialen und politischen Umstände anders verlaufen lassen und die Technik ihren „gewohnten“ Gang gehen lassen, ist es beim Steampunk stets die Technik, die einen anderen Weg geht. Da aber auch Technik soziale und politische Veränderungen hervorrufen kann, wird das ebenfalls in einigen Steampunk-Romanen thematisiert.
Der Begriff Steampunk ist unterschiedlich konnotiert, je nachdem, aus welchem Blickwinkel das Phänomen betrachtet wird. Ästhetisches Bindeglied der unterschiedlichen kulturellen Ausprägungen ist die Dampfmaschine (englisch steam engine), auf die sich der erste Wortteil bezieht und die für die Blütezeit der Mechanik steht.
In Bezug auf das literarische Genre spielt „punk“ auf den sogenannten Cyberpunk an.
In Bezug auf die Steampunk-Bewegung und das Kunstgenre steht der Wortteil „punk“ eher für die Philosophie und Lebenshaltung. Steampunks verstehen sich als eine Gegenbewegung zur Moderne – sie feiern die Ästhetik der Kolben, Bolzen und Zahnräder, im Gegensatz zu den rein funktionalen Oberflächen der Touchscreen-Computer, zur Massenware und zur Wegwerfkultur.

## Typische Elemente
Häufige Elemente des Steampunks sind dampf- und zahnradgetriebene Mechanik, viktorianischer Kleidungsstil und ein viktorianisches Wertemodell, eine gewisse Do-it-yourself-Mentalität und Abenteuerromantik. Elemente des Steampunks finden sich in vielen Bereichen der populären Kultur wieder, von Film und Fernsehen über Gesellschaftsspiele bis zu Musikprojekten. Es gibt auch Varianten des Steampunk, die verschiedene andere Elemente einbringen oder weglassen bzw. variieren.
In den fiktiven Welten des Steampunk hat die Dampfkraft eine größere Bedeutung erlangt als aus der Geschichte bekannt. Nicht nur Eisenbahnen werden mit Dampfmaschinen angetrieben, sondern auch Computer, Raumschiffe, Luftfahrzeuge, Dampfroboter und andere aus Kupfer, Messing und Holz bestehende fantastische Maschinen. Die Elektrizität ist häufig dazu geeignet, Menschen zu heilen oder zu verändern. Allgemein verfügt die Technik in diesen Welten über Möglichkeiten, die in etwa dem entsprechen, was man Mitte des 20. Jahrhunderts von der Kernenergie erwartete. Magie, Okkultismus und Geisterbeschwörungen funktionieren ebenfalls in einigen Werken des Steampunk. Optisch orientiert sich Steampunk an Klassizismus und Jugendstil. Das Design und die Ergonomie von Maschinen entsprechen weitgehend dem, was man von Dampflokomotiven oder frühen Elektrolokomotiven kennt. Mode und gesellschaftliche Werte entsprechen denen des ausgehenden 19. Jahrhunderts, wobei diese gelegentlich mit moderneren, in der damaligen Zeit noch nicht vorkommenden Einstellungen konfrontiert werden.

## Entwicklung

### Literarische Strömung

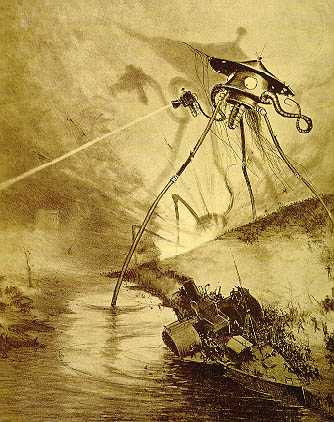
Illustration aus einer französischen Ausgabe von Wells’ „Krieg der Welten“

Die Wurzeln des Steampunks finden sich in den Romanen und Geschichten von Jules Verne und H. G. Wells. Diese frühen Science-Fiction-Autoren beschrieben die Zukunft der Technik aus der Sicht ihrer Zeit heraus, dem frühen industriellen Zeitalter, in dem der Vorreiter der Technik die Dampfmaschine war, in der Uhrwerke zur höchsten Präzision gebracht wurden und die Nutzung der Elektrizität gerade einmal in den Kinderschuhen steckte und insbesondere von dem Stereotyp des verrückten Wissenschaftlers verwendet wurde.
Entsprechende Zukunftsvorstellungen fanden sich in dieser Zeit recht häufig, wie zum Beispiel bildnerisch auf Sammelkarten des deutschen Schokoladenherstellers Hildebrand zu sehen ist.

„Im Jahre 2000“; Reklame-Sammelbilder (1897/98, Serie 31) der Schokoladen-Fabrik Gebr. Stollwerck

Ein gewisser inspirativer Einfluss lässt sich auch der sogenannten Edisonade zuschreiben, einer Ausprägung der Dime-Novel (dt. Groschenromane). Die erste Edisonade, The Huge Hunter, or the Steam Man of the Prairies, wurde 1868 in Irwin P. Beadle’s American Novels #48 von Edward S. Ellis veröffentlicht, der damit den Grundstein für diese Art von Geschichten legte. Darin werden die Abenteuer des Protagonisten und seines Sidekicks erzählt, die von einem selbstkonstruierten „Dampfmann“ im Rikscha-Stil durch den „Wilden Westen“ kutschiert werden und als Helden nach Hause zurückkehren.
Während die Ästhetik und die Konzepte dieser frühen Inspirationen immer wieder Verwendung fanden, wurde der Begriff „Steampunk“ erst 1987 geprägt, als K. W. Jeter in einem Brief an das Locus Magazine eine Genrebezeichnung für den „gonzo-historical“ (deutsch: exzentrisch-historischen) Stil der eigenen Romane und die seiner Schriftstellerkollegen Tim Powers und James Blaylock vorschlug – etwas scherzhaft, mit Anspielung auf das ebenfalls recht neue Genre des Cyberpunk.

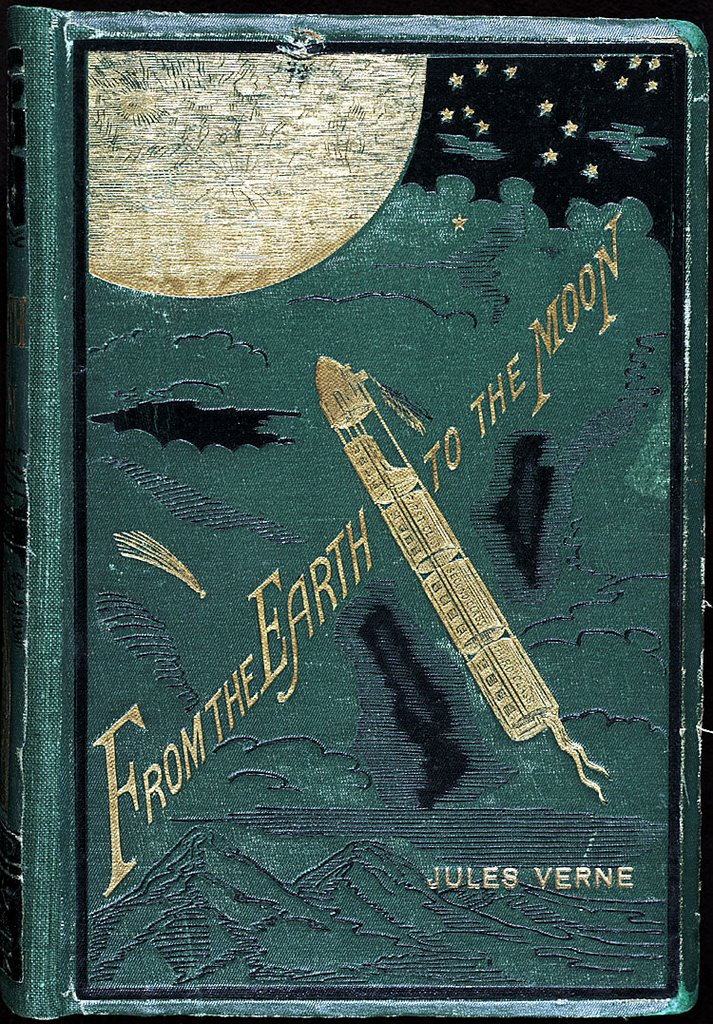
Titelseite der englischsprachigen Erstausgabe der Von der Erde zum Mond von Jules Verne

Nachfolgende Autoren greifen häufig auf Motive von Verne und Wells zurück und kombinieren sie mit Elementen des Abenteuerromans des frühen 20. Jahrhunderts. Der Schwerpunkt liegt oft auf dem Abenteuer und wird manchmal eher naturwissenschaftlich geprägt oder aber ist zusätzlich mit Elementen des Kriminalromans verwoben. Die meisten Steampunk-Geschichten liegen im Bereich der Science-Fiction. Steampunk-Elemente haben jedoch eine Intertextualität erreicht, die sich über die Grenzen der Science-Fiction hinaus in andere Genres, wie z. B. das Fantasy- und Horror-Genre, erstreckt. Die im Steampunk beschriebene, phantastisch anmutende Technik lässt sich als Verbindung von Hightech und Nostalgie beschreiben. Nach Auffassung des Kulturwissenschaftlers Karl R. Kegler besteht die herausragende Eigenschaft des literarischen Genres 'Steampunk’ in der überraschenden, anachronistischen Verbindung von bekannten und unbekannten Elementen im Gewand eines alternativen 19. Jahrhunderts.

„Neben die Dampfmaschinen und Eisenbahnen aus dem Zeitalter der ersten industriellen Revolution treten Flugmaschinen, Computer, Roboter, schwebende Städte oder Weltraumfahrzeuge. Diese Motive knüpfen nicht allein an eine historische Epoche an, sie verarbeiten auch die Traditionen einer literarisch-naturwissenschaftlichen Phantastik, die im 19. Jahrhundert von Autoren wie Jules Verne, Kurd Lasswitz oder H.G. Wells begründet wurde. Während die genannten Autoren in ihrer Zeit aber Imaginationen alternativer Zukünfte schrieben, projiziert das Genre des Steam Punk wirkliche Errungenschaften und technische Fiktionen unserer Zeit in eine imaginierte Vergangenheit. Diese anachronistische Collage von Ungleichzeitigem lebt von der Kunst, die heterogenen Elemente in einem schlüssigen ästhetischen Konzept zu vereinen, in dem historisches Vorbild, verfremdete Kopie und Fiktion eine enge Verbindung eingehen. Der ästhetische Reiz besteht im Spiel des Wiedererkennens und Überrascht-Werdens, wenn Vertrautes in verfremdeter, Fiktionales in vertrauter Form repräsentiert wird.“

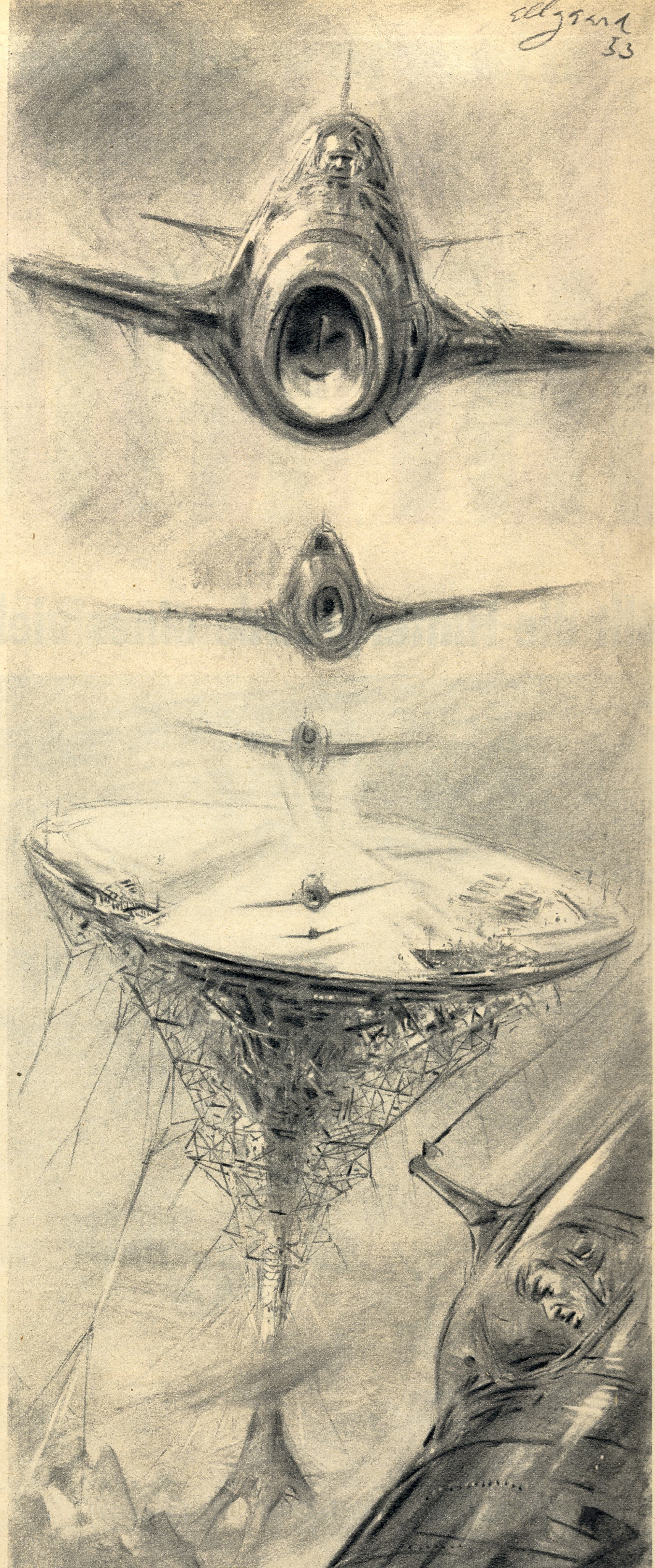
Flugzeugstart in der Stratosphäre, Illustration von Helmuth Ellgaard, 1953

Das Steampunk fällt damit auch in den Bereich des Retro-Futurismus, womit Zukunftssichten gemeint sind, die in der Vergangenheit vorherrschten, heute aber als veraltet gelten müssen. Letztendlich lässt sich Steampunk also ganz grob mit dem Begriff retrofuturistische Alternativweltgeschichten umschreiben.

#### Beispiele
Gute Beispiele für die Art von Werken, die zur Prägung des Steampunk-Begriffes führten, sind:
- „How Britain Won the Space Race“ von Patrick Moore und Desmond Leslie;
- „Custer’s Last Jump“ (dt. Custers letzter Absprung),
- „Black as the Pit, from Pole to Pole“ (dt. Schwarz wie der Abgrund, von Pol zu Pol) von Howard Waldrop und Stephen Utley;
- „Morlock Night“ (dt. Die Nacht der Morlocks) von K. W. Jeter;
- „The World as We Know't“,
- „Night of the Cooters“ von H. Waldrop.

Andere Erzählungen und Romane kann man als Vorläufer des Steampunk betrachten, in denen bereits Elemente des Genres vorweg verwendet wurden:
- „I Do Not Hear You Sir“ und „What Strange Stars and Skies“ von Avram Davidson
- „The Saliva Tree“ (dt. Der Speichelbaum) von Brian W. Aldiss
- „The Warlord of the Air“ (dt. Der Herr der Lüfte) von Michael Moorcock
- „The Overman Culture“ (dt. Die neue Zivilisation) von Edmund Cooper
- „Tunnel Through the Deeps“ (dt. Der große Tunnel) von Harry Harrison und
- „Into the Aether“ (dt. Vorstoß in den Äther) von Richard A. Lupoff

Außerdem gibt es einige Werke, die mit ähnlichen metafiktionalen Elementen experimentierten, wie sie im Steampunk verwendet werden, und einen entsprechenden Einfluss auf die Entwicklung des Genres hatten:
- „Sherlock Holmes’s War of the Worlds“ von Manly W. Wellman und Wade Wellman
- „A Midsummer Tempest“ (dt. Ein Mittsommernachts-Sturm) von Poul Anderson
- „Autumn Angels“ von Arthur Byron Cover.[7]

Zu den ersten Geschichten, die direkt im Hinblick auf Steampunk geschrieben wurden, werden die folgenden gezählt:
- „Homunculus“ (1986, dt. Homunculus) von James Blaylock
- „Infernal Devices“ (1987, dt. Das Erbe des Uhrmachers) von K. W. Jeter
- „The Difference Engine“ (1990, dt. Die Differenzmaschine) von Bruce Sterling und William Gibson
- „The Hollow Earth“ (1990, dt. „Hohlwelt“) von Rudy Rucker
- „Lord Kelvin’s Machine“ (1992) von James Blaylock
- „Anti-Ice“ (1993, dt. Anti-Eis) von Stephen Baxter
- „The Steampunk Trilogy“ (1995) von Paul Di Filippo
- „Patton’s Spaceship“, „Washington’s Dirigible“ und „Caesar’s Bicycle“ (1997, Timeline Wars-Trilogie) von John Barnes
- „Naming the Dead“ (1999) von Paul J. McAuley
- „The Blue Portal“ (2002) von Eric Brown

Beispiele für den Übergriff des Steampunk auf andere Genre-Kategorien als Science-Fiction sind:
- „Airborn“ (dt. Wolkenpanther) von Kenneth Oppel
- „Druid’s Blood“ (dt. Druidenblut) von Esther Friesner (Steampunk in Fantasy-Literatur) und
- „Anno Dracula“ von Kim Newman (Steampunk in Horror-Literatur).[7]

### Kunst und Design

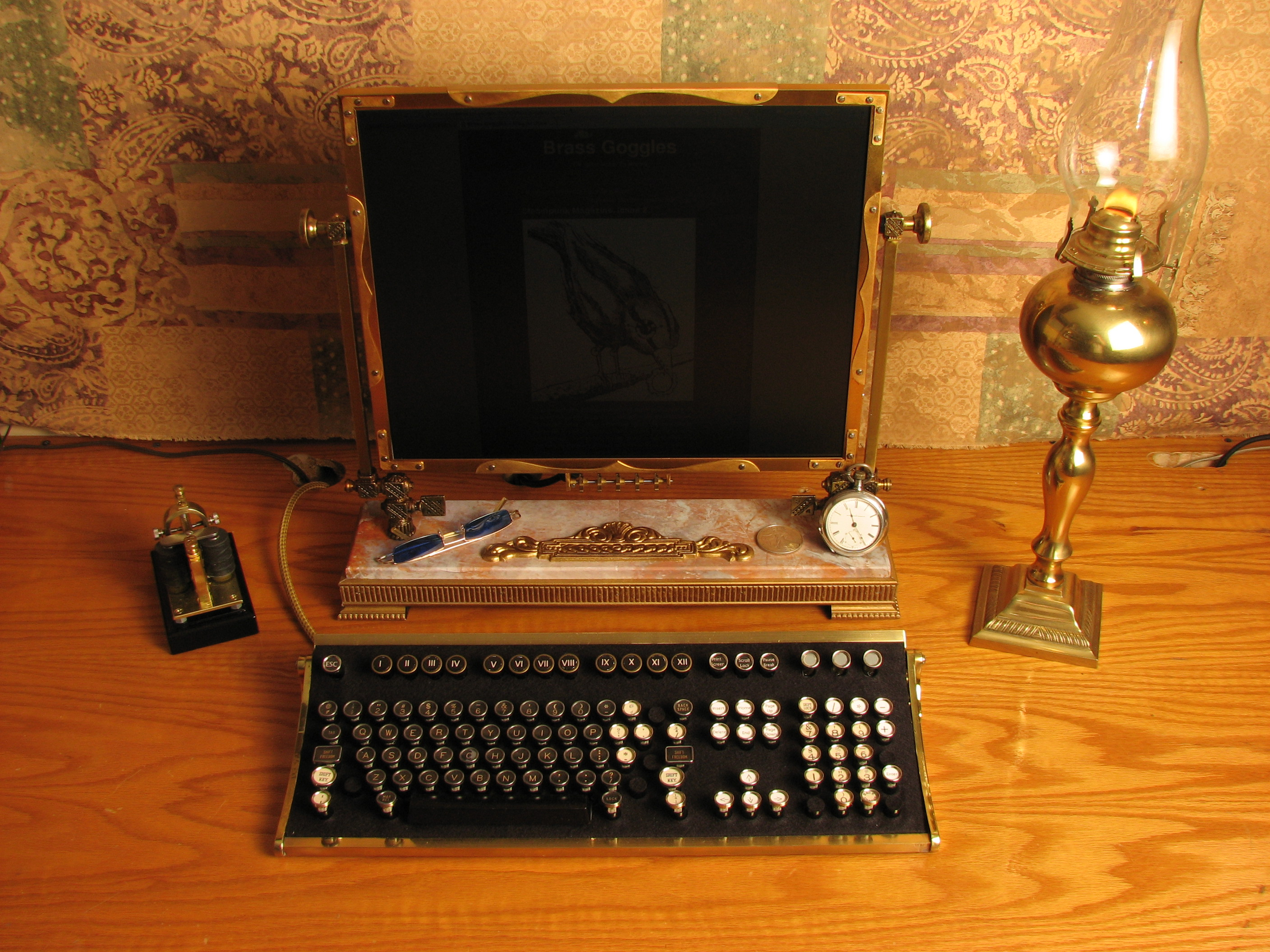
Desktop-Computer im Steampunk-Design

Steampunk geht inzwischen über das rein Literarische hinaus und wird von einigen Personen als Lebensgefühl bezeichnet.
Besagtes Lebensgefühl ist es wohl, das viele Leute dazu bringt, ihre Steampunk-Fantasien in der Wirklichkeit umzusetzen. Entsprechend verfügen die Enthusiasten, anders als die Splatter-, Bio-, Nano- oder Cyberpunks, die vor allem Theorien und Konzepte entwickeln, über eine gestalterisch aktive Szene, die vor allem dadurch bekannt wurde, dass sie ihre Projekte im Internet minutiös dokumentieren. Es gibt hier einen regen Austausch über Materialien, Verarbeitungstechniken und Ergebnisse.
Kleidung, Comics, Spiele, Skulpturen, Design, Fotografie, Fahrzeuge, Gebrauchsgegenstände, Bühnen- & Kostümdesign, Musik und vieles mehr wird zum Thema Steampunk hergestellt oder verarbeitet. Jake von Slatt sagte während der Eröffnungsrede zur Steampunk Convention 2008:

“Why in the very room I'll bet we have writers, costumers, electronic hobbyists, live steam enthusiasts, corset makers, artists, blacksmiths, scrap bookers, photographers, musicians, and people who engage in every other creative endeavor you can imagine!”

„Bestimmt haben wir hier im Raum Autoren, Kostümdesigner, Hobby-Elektroniker, Dampfmaschinen-Liebhaber, Korsettmacher, Künstler, Schmiede, Scrapbooker, Fotografen, Musiker und Leute, die jeder vorstellbaren kreativen Tätigkeiten nachgehen!“

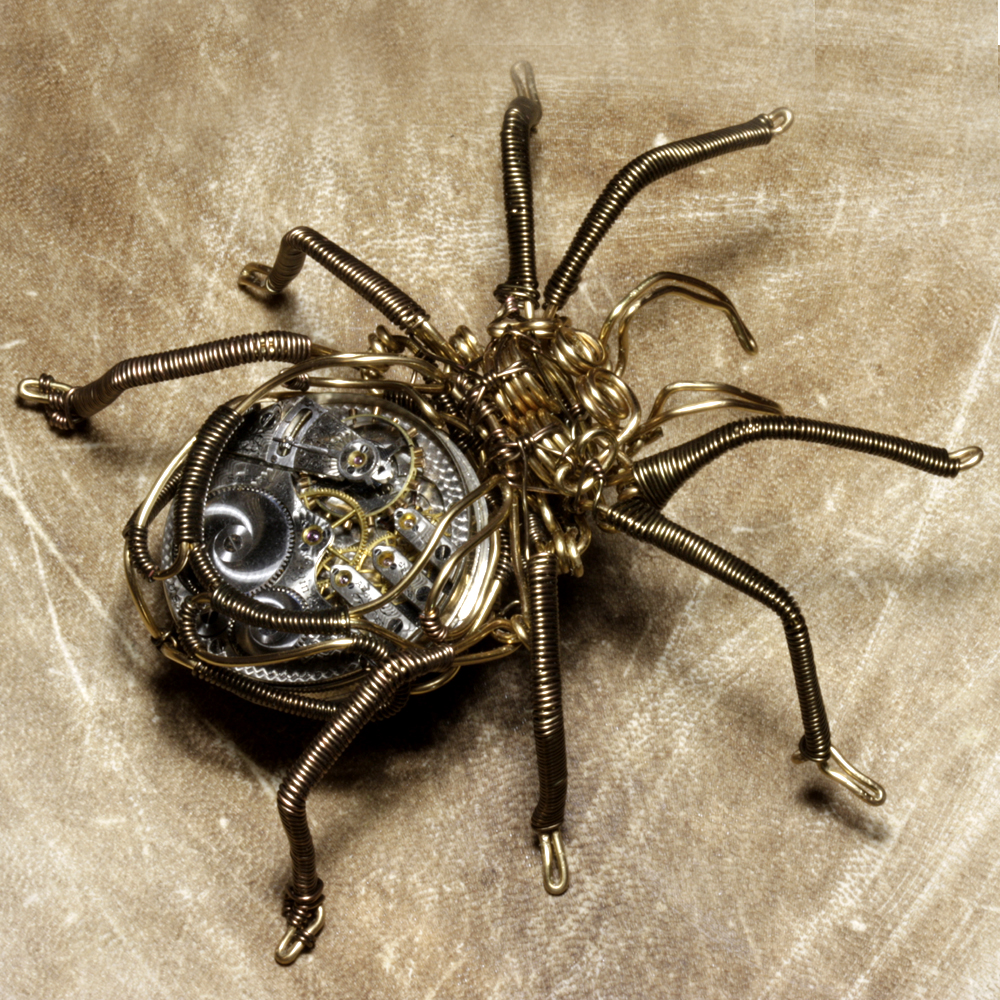
Miniatur-Steampunk-Skulptur in Form einer Uhrwerkspinne aus Messing- und Kupferdraht – von Daniel Proulx a.k.a.: CatherinetteRings

Von Oktober 2009 bis Februar 2010 fand im Old Ashmolean Building der Oxford University, in dem das Museum of the History of Science untergebracht ist, eine Ausstellung zum Thema Steampunk statt (siehe Weblinks). Den 70.000 Besuchern wurden Exponate von achtzehn internationalen Künstlern vorgestellt, wie ein Aufzieh-Herz, eine dampfgetriebene Computermaus, eine mechanische Messingspinne usw.
Die Steampunkkunst legt Wert auf „Sichtbarkeit“. Während moderne Unterhaltungsrechner eine kühle, glatte Oberfläche aufweisen, die nichts von den Prozessen in seinem Inneren verrät, werden beim Steampunk Kolben, Bolzen und Zahnräder hervorgehoben.

### Bewegung & Subkultur

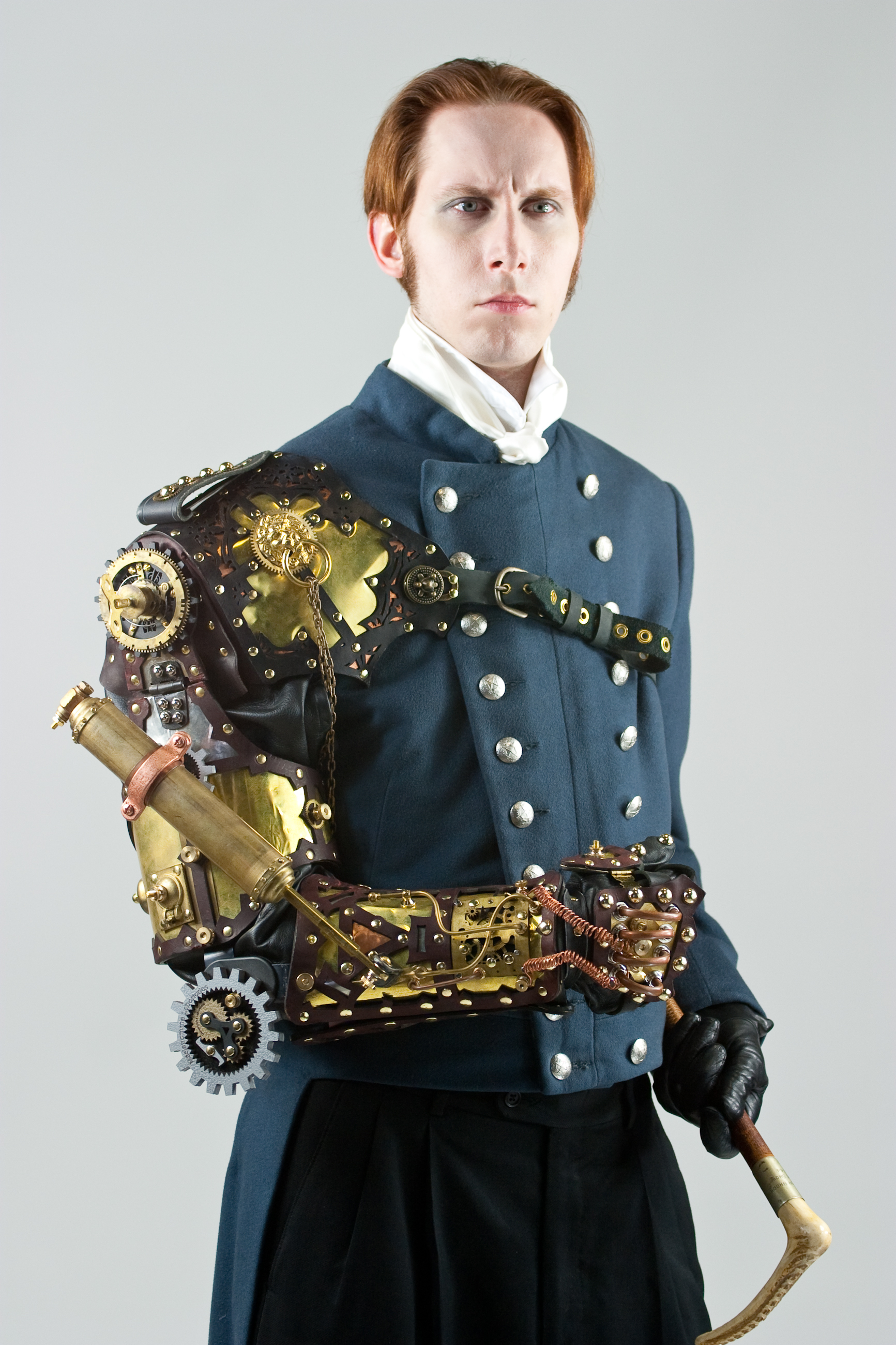
Autor G. D. Falksen in Steampunk-Outfit

Aus einzelnen Künstlern ist inzwischen eine Bewegung mit eigener Subkultur entstanden, eine Gruppe von Nostalgikern, Künstlern und Erfindern, die sich im Zuge ihrer „Viktorianischen Selbstverwirklichung“ die Frage stellen: Was wäre, wenn sich aus der damaligen Dampftechnik ähnliche Produkte entwickelt hätten, wie wir sie heute in elektronischer, digitaler Form kennen? Das viktorianische Zeitalter steht dabei im Vordergrund – es sei die letzte Epoche, in der mutige Laien zum wissenschaftlichen Fortschritt beitragen konnten und in der Technik immer auch eine ästhetische Komponente hatte.
Gleichzeitig fordert es aber auch zu einer kritischen Betrachtung unserer Gegenwart auf. Insbesondere in Bezug auf die Informationstechnologie. Wird sie wirklich die Bedeutung erlangen, die ihr in der gegenwärtigen Science-Fiction zugeschrieben wird, oder könnte es nicht auch sein, dass eine neue Technik aufkommt, die sie so bedeutungslos werden lässt, wie es Dampfkraft und Uhrwerkmechanik heute sind?
Wenn man sich die Szene ansieht, fällt aber vor allem die Mode auf, die, wie die Literatur, Elemente des viktorianischen Zeitalters mit modernen kombiniert und mit phantastischer Technik ergänzt. Die Mode ist im Prinzip das Fenster zur Subkultur des Steampunk.
Gefeiert werden sowohl die Gemeinsamkeiten als auch die Unterschiede. Wichtige Treffpunkte für die Szene sind unter anderem die jährliche Steamcon in Seattle, USA, die 2011 zum dritten Mal stattfand, die California Steampunk Convention, die 2008 stattfand oder die Great Exhibition of 2010 in London, auf der die große Londoner Weltausstellung des Jahres 1851 nachgestellt wurde. Steampunk hat ebenfalls Einzug gehalten in Rollenspiele und Cosplay.

### Mode und Kleidung
Kit Stolen (manchmal auch als Kit Stølen geschrieben, auch bekannt als Anarchonaut) erstellte in den 1990ern die ersten Steampunk-Outfits.
Seitdem hat sich, ähnlich wie bei anderen Sub- und Jugendkulturen, ein eigener Modestil herausgebildet. Steampunk-Mode basiert im Kern auf den Modestilen des Viktorianischen Zeitalters, womit er der japanischen Lolita-Mode sehr ähnlich ist. Diese gibt es auch in Steampunkausführung. Daneben üben auch Cowboykleidung, Gothic-Mode und regionale Tracht einen gewissen Einfluss aus.
Ergänzt wird das stets durch Elemente, die der Steampunk-Fiktion entstammen. Das können z. B. ein Handy oder eine Fotokamera im Steampunk-Stil sein.
Steampunk-Kostüme sind traditionell handgemacht. Allerdings gibt es auch Online-Shops, die sich auf Steampunk spezialisiert haben. Da die meisten Outfits jedoch sehr aufwändig gearbeitet und mit Liebe zum Detail nach meist sehr individuellen Vorlieben gefertigt werden, sind diese eher selten käuflich zu erwerben.

#### Schmuck und Accessoires

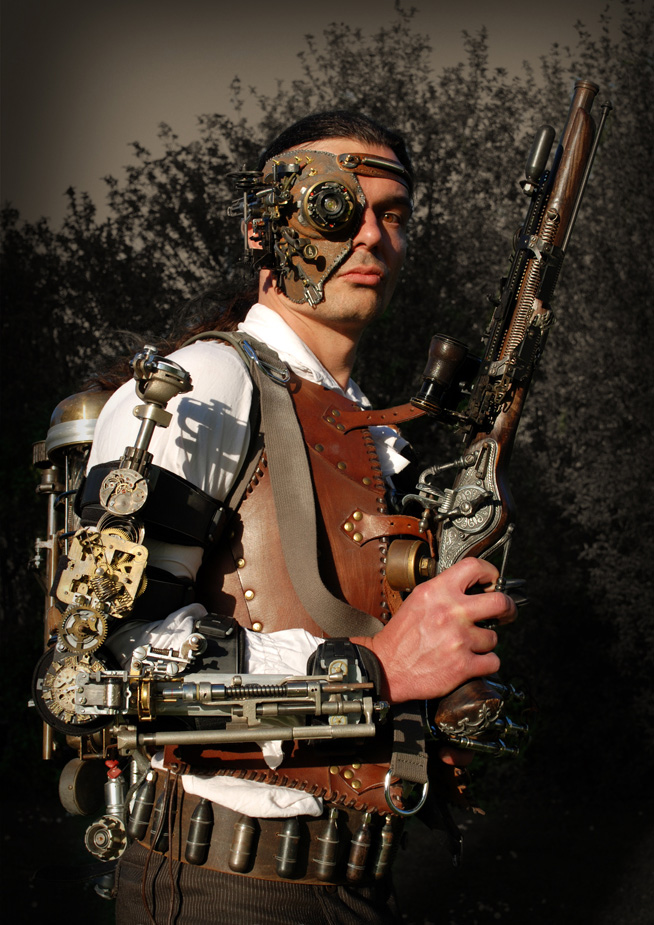
Wave-Gotik-Treffen Leipzig 2012: Alexander Schlesier

Eine Taschenuhr ist ein Kernaccessoire eines jeden Steampunk-Kostüms. Da in den fiktiven Steampunk-Welten Armbanduhren häufig nicht existieren, muss man alternative Zeitmesser verwenden.
Daneben sind Goggles (= Korb-/Schutzbrille) ein häufiger Bestandteil von Steampunk-Kostümen. Sie drücken die Verbundenheit mit den Idealen des Punk (Do-It-Yourself und Erfindergeist) aus. In den fiktiven Steampunk-Welten werden Goggles zu verschiedenen Zwecken verwendet: als Schutz während einer Zeitreise, vor Funken beim Erfinden, fliegendem Ungeziefer beim Steuern von Luftschiffen oder um die Sehkraft zu verbessern.
Weitere wichtige Accessoires sind Werkzeuge sowie Maschinen oder Waffen. Dabei kann es sich um Fiktive aus Steampunk-Romanen oder Reale im Steampunk-Design handeln. Der Protagonist einer Steampunk-Geschichte ist häufig ein verrückter Wissenschaftler, der im Sinne des Do-It-Yourself seine Erfindungen auch selbst baut oder bereits bestehende Dinge auf eigene Faust repariert oder verbessert.

#### Kopfbedeckungen und Frisuren
Eine Kopfbedeckung ist ein wichtiger Bestandteil eines Steampunk-Kostüms. Üblich sind Zylinder, lederne Fliegerhelme, Melonen, Tropenhelme, Deerstalkerhüte (inspiriert von Sherlock Holmes), Kopftücher im Piratenstil oder Zeitungsjungenmützen. Sie waren alle während des Viktorianischen Zeitalters üblich. Dennoch orientieren sie sich weniger an viktorianischen Stilen, sondern mehr am Punk.
Die Haare können mit Zöpfen, Federn, Glasperlen, Draht, Garn, Dreadlocks oder anderen punkähnlichen Elementen geschmückt sein.

#### Damenkleidung
Steampunk-Frauen tragen oft, aber nicht immer, Röcke oder Kleider mit Unterröcken, Korsetts (Vollbrust oder Unterbrust), elegante Handschuhe (auch fingerlose) und eine Kopfbedeckung. Als Oberbekleidung werden zudem Reit- oder Fliegerjacken getragen. Es ist nicht ungewöhnlich, eine Steampunk-Frau als Pilot, Luftpirat oder Ingenieur gekleidet zu sehen.

#### Herrenkleidung
Steampunk-Männer tragen häufig einen möglichst gut gebügelten Anzug mit Weste, Zylinder und einem langen, glatten Mantel, Jacke oder Jackett. Dazu können noch hohe Lederstiefel, Handschuhe und Schutzbrillen getragen werden.

### Sprache
Ein weiteres auffälliges Merkmal des Steampunk ist die Wahl von ausgefallenen oder unüblichen Bezeichnungen für Gegenstände des modernen Alltags, das heißt für die im Steampunk auftretenden Anachronismen. Diese Bezeichnungen lassen sich fast immer auf ältere, aus der Mode gekommene, Begriffe zurückführen. Häufig wird auch einfach die Funktionsweise des Gegenstandes umschrieben. Manchmal finden auch Begriffe Anwendung, die aus viktorianischen Pseudo-Wissenschaften oder wissenschaftlichen Hypothesen stammen, die inzwischen überholt sind.
Einige Beispiele:
anbarisch
Dieser Begriff beschreibt elektrische Phänomene bzw. Geräte. Er leitet sich vom arabischen Wort عنبر / ʿanbar / ‚Bernstein‘ ab. Im modernen Sprachgebrauch leitet sich das Wort elektrisch vom altgriechischen Wort: ἤλεκτρον (elektron) ab, das ebenfalls für Bernstein steht.
Äther
Schon vor dem viktorianischen Zeitalter wurde der Begriff des Äthers verwendet, um bestimmte Phänomene des Lichtes und der Elektrodynamik zu erklären. Im Steampunk wird der Begriff gerne noch weiter mystifiziert und verwendet, wenn mysteriöse, unsichtbare, aber wissenschaftliche Effekte beschrieben werden sollen. So wird das Internet zum Äther-Netz, der Äther transportiert feine Schwingungen, die von menschlichen Gehirnen ausgehen, oder zwischen den Planeten des Sonnensystems existiert ein Äther, der von besonderen Schiffen befahren werden kann.
Differenzmaschine
Der Engländer Charles Babbage entwarf 1822 das Konzept für eine mechanische Rechenmaschine, die Differenzmaschine. Fälschlicherweise wird sie häufig (und so auch häufig im Steampunk) mit der Analytischen Maschine verwechselt, einem ebenfalls von Babbage entworfenen mechanischen Computer, um jede Art von anachronistischer Computertechnik zu beschreiben.
Ikonograph
Anstatt der üblichen Verwendung des Begriffes Ikonographie (von griech. εικόν, eikon ‚Bild‘ und γράφω grafo ‚schreiben‘) erfährt der Begriff eine Neuinterpretation anhand seiner Teilwörter mit der Interpretation von eikon als Abbild und grapho als zeichnen, so dass im Steampunk der Begriff meistens eine Art von Fotoapparat beschreibt. Abweichend davon werden Fotografien als Fotogramme bezeichnet.
In seinen Scheibenweltromanen benutzt auch Terry Pratchett den Begriff Ikonograph für eine Art Fotoapparat, bei dem allerdings kleine Kobolde das entsprechende Bild malen.
Informationskabinett
Dieser Ausdruck soll einen USB-Stick umschreiben. Er leitet sich von der Funktionsweise und dem Aussehen eines USB-Sticks her, der im Prinzip ein Aufbewahrungskästchen (= Kabinett) für Informationen darstellt.
Kinematograph
Kinematograph ist eigentlich der Begriff, aus dem sich das moderne Wort Kino ableitet. Da aber in der viktorianischen Zeit der Kinematograph das einzige Gerät war, das bewegte Bilder wiedergeben konnte, wird der Begriff im Steampunk gerne verwendet, um jegliche Art der Darstellung von bewegten Bildern zu beschreiben, einschließlich anachronistisch auftretender Fernsehapparate.
Marconiphon
Der Italiener Guglielmo Marconi war im England der viktorianischen Zeit ein Pionier der drahtlosen Telekommunikation und wird daher im Steampunk gerne als Namensgeber für anachronistische Geräte verwendet, die auf dieser Technik basieren, wie zum Beispiel Radio, Mobilfunk und Mobiltelefone.

## Varianten des Steampunks
Der Begriff Steampunk wird als Genre-Bezeichnung akzeptiert (erstes Auftauchen in einem Nachschlagewerk war 2006, Science Fact and Science Fiction, s. u.), hat allerdings bereits jetzt einige Varianten gezeugt, die sich schnell verbreiten, zu denen sich aber nur wenig bis gar keine Sekundärliteratur findet. Fan-Webseiten zu diesen Themen kommen und gehen wieder. Die Abgrenzung liegt häufig in der dargestellten Technik, der Mode und dem Zeitgeist, meistens zeitperiodenabhängig.
Auch wenn man unter Steampunk gerne weitere Arten des Genres zusammenfasst, so ist Steampunk mit den folgenden Punkten nicht gleichzusetzen. Fälschlicherweise werden Teslapunk, Dieselpunk und kleinere, weniger bekannte Begriffe unter Steampunk zusammengefasst und als eine Subkategorie dessen erachtet. Bewegt man sich jedoch durch die englischen Begriffserklärungen, wird schnell klar, dass diese Bezeichnungen einander ausschließen und nicht als das Gleiche erachtet werden. Die Zusammenfassung aufgezählter Genres entspringen dem Post-apokalyptischen Cyberpunk, das im deutschen Sprachraum noch eher wenig verbreitet ist, jedoch als korrekter Sammelbegriff unterschiedlicher Subgenres gilt.

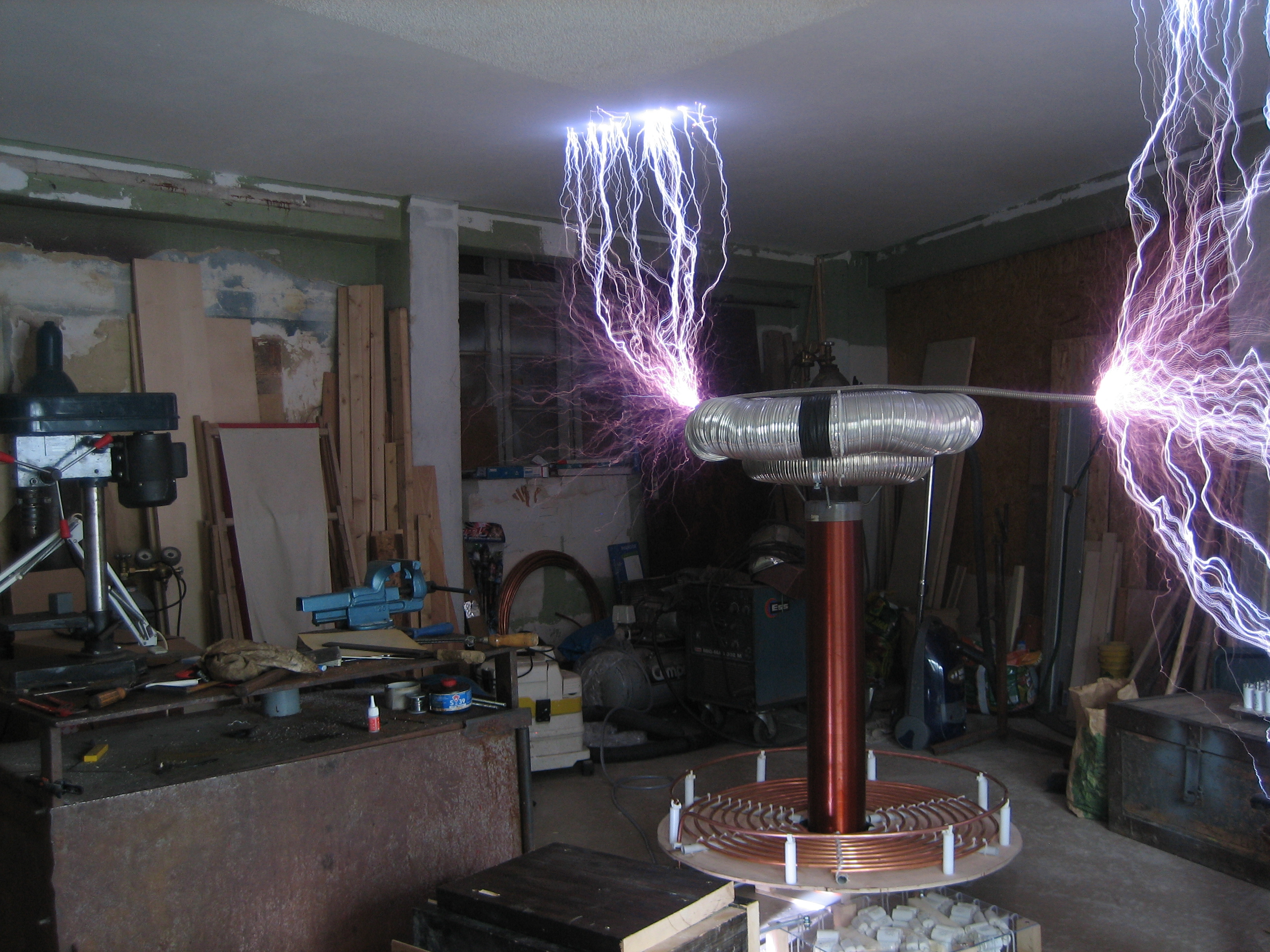
Teslaspule als Beispiel für die kreative Verwendung von Elektrizität

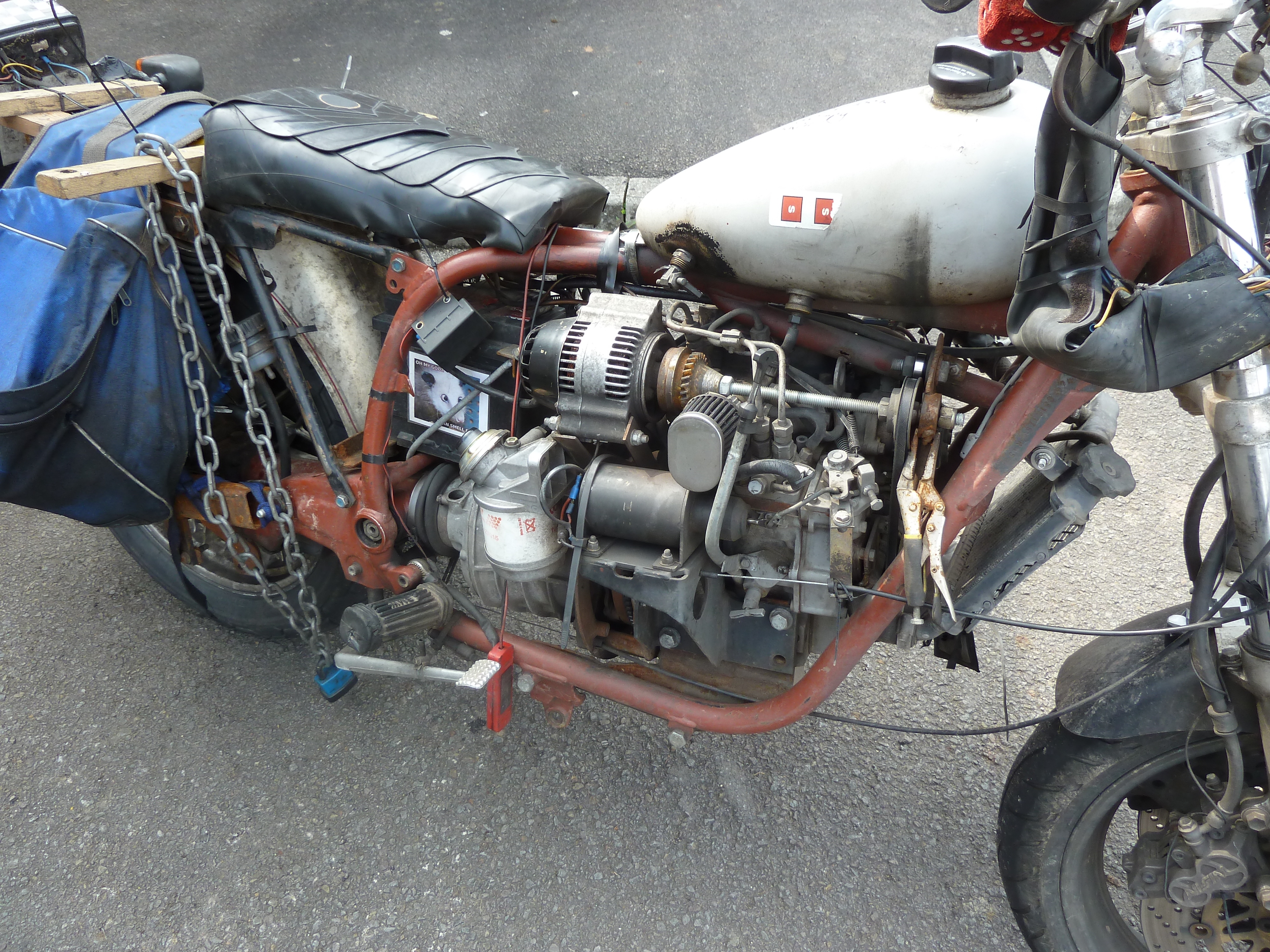
Diesel-Ratbike

Diese „Subgenres“ des Cyberpunk und des Steampunk sind:
- Teslapunk – in diesem Fall aber eher durch die kreative Verwendung von Elektrizität charakterisiert
- Dieselpunk – retrofuturistische Betrachtung der Zeit der beiden Weltkriege
- Atompunk – retrofuturistische Behandlung von Motiven aus dem Kalten Krieg

- Der sogenannte Clockpunk (eine Wortschöpfung des Rollenspiels GURPS: Steampunk) ist eigentlich nur eine Konzentration des Steampunk-Themas, weg von der Dampfkraft, mehr hin zu Aufzieh- und Uhrwerkmechanismen.

- Das sogenannte Cattlepunk, das sich vor allem auf den Wilden Westen konzentriert.
- Die sogenannte Gaslicht-Romantik entspricht ebenfalls im Wesentlichen dem klassischen Steampunk, ist jedoch weniger fortschrittlich und weniger in einer alternativen Zeitlinie angesiedelt.
- Als DIY-Steampunk wird ein Lebensstil bezeichnet, der das Reparieren und Recyceln von alten technischen Dingen praktisch umsetzt. Dabei geht es darum, robuste, reparierbare und nutzbare Dinge langfristig und dauerhaft zu erhalten, Teile zu rekonfigurieren oder entsprechende Dinge selbst in einer kollektiven oder schwarmartigen Commons-based peer production herzustellen.
- Als Silkpunk wird eine Variante des Steampunk bezeichnet, die ihre Inspiration aus der Kultur, den Materialien und den Erfindungen Ostasiens zieht (z. B. Bambus, Papier, Seide). Bekannte Vertreter dieses Subgenres in der Literatur sind Ken Liu, JY Yang und Elizabeth Bear. Ähnliche Varianten setzen Steampunk auch in ein arabisch-persisches (Sandalpunk) oder ein afrikanisches Setting (Afropunk).

Im Prinzip fallen alle diese Varianten des Steampunk unter den Retro-Futurismus. Nicht so die sogenannte Steamfantasy. Hier wird häufig keine Zukunftsvision aus der Vergangenheit beschrieben, sondern eine Dampf-Technik in das sonst in sich verweilende Fantasy-Umfeld eingebracht, wo sie häufig einen der Magie äquivalenten Stellenwert einnimmt. Damit ist die Steamfantasy bis auf wenige Fälle eine Spielart der Science Fantasy.

## Rezeption
Steampunk wird nur sehr langsam wahrgenommen. Es ist zwar ein Begriff für Insider und Literaturwissenschaftler, aber häufig wird von Buchhändlern noch ein fehlendes Genrebewusstsein in der breiten Öffentlichkeit unterstellt. Dabei veröffentlichte der Verlag Feder & Schwert seit 2009 Romane unter dem Sub-Label Steampunk, und präsentierte das Label 2010 zum ersten Mal auf der Buchmesse in Leipzig. Zur selben Zeit wurde z. B. bei Bastei-Lübbe noch behauptet, dass es keinen neuen Trend gäbe. Auch das Kunstgenre wird von der etablierten Kunstkritik nicht behandelt. Trotzdem ist die Ästhetik des Steampunk bereits in alle Winkel der Popkultur vorgedrungen:

### Film und Fernsehen
Steampunk-Elemente wie phantastische Uhrwerk-Mechanismen oder ein verfremdeter viktorianischer Kleidungsstil finden sich in vielen modernen Filmen wieder, obwohl diese Produktionen keine Verfilmungen literarischer Steampunk-Werke sind. Die Filme Hellboy und Hellboy – Die goldene Armee setzen einzelne Elemente des Steampunk ein: so zum Beispiel die sogenannte Schuffstein-Brille, Roboter oder selbsttätige Maschinen. Die Produktion Van Helsing nutzt vergleichbare Elemente, um den Protagonisten in einen viktorianischen Vampirjäger vom Kaliber eines James Bond zu verwandeln. Warehouse 13 nutzt Inszenierungsmittel des Genres, um technischen Artefakten ein anachronistisches Aussehen zu verleihen. Auch im alternativen Universum in der Serie Fringe – Grenzfälle des FBI, sowie im neuesten Teil der Filmreihe Mad Max, Fury Road, kommen Elemente des Steampunk vor. Zurück in die Zukunft III spielt im Wilden Westen, genauer gesagt im Jahre 1885. Dr. Emmet Brown, ein Erfinder aus der Zukunft, nutzt die damaligen Mittel und Ästhetik um seine moderneren Erfindungen umzusetzen.
Andere Filme nutzen verwandte Inszenierungsmittel und Requisiten, binden ihre Handlung jedoch in einen modernen Kontext ein, in dem eine alternative Steampunkwelt lediglich Fantasie oder Halluzination zu sein scheint, wie in Franklyn – Die Wahrheit trägt viele Masken oder Sucker Punch.
Genuine Steampunk-Filme sind In 80 Tagen um die Welt und Wild Wild West. In diesen Produktionen wird ein alternatives neunzehntes Jahrhundert in Szene gesetzt, in dem es Maschinen und wissenschaftliche Möglichkeiten gibt, die in der realen Vergangenheit nicht existiert haben. Sky Captain and the World of Tomorrow und Iron Sky können der Dieselpunk-Variante zugeordnet werden.
Verfilmungen der Werke von H. G. Wells oder Jules Verne verwenden ganz ähnliche Inszenierungsmittel und Requisiten wie Steampunk-Filme, sind aber Verfilmungen von Zukunftsvorstellungen vergangener Zeit. Ein klassisches Beispiel dafür ist z. B. die Zeitmaschine aus der Verfilmung von H.G. Wells „Die Zeitmaschine“. Da sich in ihnen die technisch-wissenschaftlichen Zukunftserwartungen der Vergangenheit mit den Inszenierungsmitteln der Gegenwart verbinden, können sie im weiteren Sinne ebenfalls dem Steampunk-Genre zugerechnet werden. Historische Verfilmungen dieser oder verwandter Autoren (etwa Metropolis, Just Imagine oder Der Tunnel) bieten interessantes Anschauungsmaterial und viele Anregungen für moderne Bühnenbildner und Requisiteure.
Die Figur des „Zeit“ in Alice im Wunderland: Hinter den Spiegeln hat ebenfalls Elemente des Steampunk, insbesondere des Clockpunk.
Besonders in dem postapokalyptischen Science-Fiction Film Mortal Engines: Krieg der Städte tritt die Steampunk-Maschinerie in den Vordergrund.

### Comic
Le Garage Hermétique de Jerry Cornelius (1979; dt. Die luftdichte Garage oder auch Die hermetische Garage) stammt aus der Feder von Moebius und wird als traumartige Mischung von Elementen des Science Fiction, Fantasy, Western und Steampunk beschrieben.
Damit dürfte das Werk zu den Vorläufern der Steampunk-Ästhetik gehören und wurde genau wie Bryan Talbots The Adventures of Luther Arkwright (Valkyrie Press, 1987) von Michael Moorcocks Figur Jerry Cornelius inspiriert.
Ebenfalls bemerkenswert im Hinblick auf die Entwicklung der Steampunk-Optik (insbesondere einer Steampunk-Architektur) dürfte die von François Schuiten (Zeichnungen) und Benoît Peeters (Text) geschaffene Comicreihe Les Cités obscures (deutsch Die geheimnisvollen Städte) sein, die seit 1983 erscheint. Zum Beispiel wird dem 2007 erschienenen La Théorie du grain de sable (deutsch Die Sandkorntheorie) eine Atmosphäre zugeschrieben, wie sie sonst nur im Steampunk oder Retro-Futurismus zu finden ist.
Zu den ersten Comics, die im Hinblick auf das Steampunk-Genre entstanden sind, zählen wahrscheinlich die 1999 veröffentlichten The League of Extraordinary Gentlemen von Alan Moore (Autor) und Kevin O’Neill (Zeichner) und Le Réseau Bombyce (deutsch Das Schmetterlingsnetzwerk) von Corbeyran (Autor) und Cécil (Zeichner).
Auch die von Joe Kelly (Autor) und Chris Bachalo (Zeichner) erschaffene Steampunk Serie (Cliffhanger/WildStorm, 2000–2002) kann offensichtlich hier dazu gezählt werden.
In dem dystopischen Mortal Engines: Krieg der Städte – nach einer Buch-Reihe von Philip Reeve – ist die Steampunk-Maschinerie der Dreh- und Angelpunkt der Handlung.

### Manga und Anime
Auch Manga und Anime verwenden recht häufig Steampunk-Elemente. Besonders hervorgehoben sei hier der Titel Steamboy, der voll und ganz das Steampunk-Genre – natürlich im typischen Manga- bzw. Anime-Stil – wiedergibt.

### Musik
Mehrere Gruppen machen sich die Thematik zu eigen und versuchen ihre Version des Lebensgefühls des Steampunk zu vertonen oder das literarische Konzept musikalisch umzusetzen. Die Musikgruppen Abney Park, Jordan Reyne, Vernian Process, Steam Powered Giraffe und Pentaphobe sind Beispiele für Gruppen, die sich dem Steampunkgenre verbunden fühlen.
Die Band Schwefel veröffentlichte 1985 als Vertreter der deutschen New Wave / New Romantic Szene das Konzeptalbum The Dancing Partner nach einer Kurzgeschichte von Jerome K. Jerome aus dem Jahre 1893, in der ein Uhrmacher aus dem Schwarzwald einen mechanisch betriebenen Tänzer erfindet. Nach Verstellung einer Schraube führt dieser zunehmend schnellere Tanzbewegungen aus. Die anfänglich begeisterte Tanzpartnerin stirbt in den Armen der Maschine.
Ebenfalls erwähnt werden Clockwork Quartet und Tough Love (beide aus London), während als deutsche Band am häufigsten Coppelius auftaucht. Steampunk-Bands wie La Frontera Victoriana, Turm & Strang, Drachenflug, Aeronautica, Held der Arbeit, Tales of Nebelheym, Jessnes, oder Daniel Malheur erweitern nach und nach die deutsche Musikszene. Dazu kommen einige bekanntere Bands, die mehr oder weniger Steampunk-Elemente in ihren Bühnenshows und Musik-Videos verwenden (zum Beispiel die Smashing Pumpkins mit ihrem Video Tonight, Tonight).
Das Open-Air-Musikfestival Tomorrowland gestaltete das Gelände und die Bühnen 2014 im Stil des Steampunk, einschließlich der Schausteller und der Präsentation in den Medien. Zuvor hat sich das im belgischen Boom stattfindende Festival durch ähnlich märchenhafte Gestaltung ausgezeichnet.
Im September 2014 wurde in Neunkirchen STEAM.Das Fantasy–Musical. Ein Augenblick in der Ewigkeit vom Musicalprojekt Neunkirchen uraufgeführt. Das Stück stammt aus der Feder von Francesco Cottone, Ellen Kärcher und Amby Schillo. Die Handlung wurde inspiriert von der Steampunkszene und es finden sich viele Elemente in der Inszenierung wieder. Es wurde 2015 erneut aufgeführt.
Pyogenesis veröffentlichten zwischen 2015 und 2020 ihre thematisch zusammenhängende Steampunk-Trilogie. Sie besteht aus den Alben A Century in the Curse of Time (2015), A Kingdom to Disappear (2017) und A Silent Soul Screams Loud (2020). Die Trilogie befasst sich konzeptuell mit dem gesellschaftlichen, philosophischen und technologischen Wandel des 19. Jahrhunderts und greift Themen wie Industrialisierung, Klassenkämpfe, Humanismus und Literatur auf. Musikalisch kombinieren Pyogenesis Elemente aus Gothic Rock, Metal und Alternative mit einer ausgeprägten Steampunk-Ästhetik in Artwork, Bühnenbild und aufwendigen Musikvideos (Lifeless). Textlich fließen unter anderem Gedanken von Nietzsche, Marx, Darwin und Freud ein; auch literarische Motive wie Mary Shelleys Frankenstein oder verschiedene Werke von Jules Verne finden sich wieder. Damit stellt die Trilogie eines der wenigen Beispiele für ein konsequent entwickeltes Steampunk-Musikprojekt im deutschsprachigen Raum dar.
Am 14. November 2015 feierte im Musiktheater im Revier in Gelsenkirchen die nach eigenen Aussagen „welterste Steampunk Oper“ „Klein Zaches, genannt Zinnober“ ihre Premiere. Regie führte Sebastian Schwab, umgesetzt wurde die Oper mit der Berliner Steampunk-Band Coppelius, die nicht nur musikalisch unterstützte, sondern fast alle Rollen des Stücks selbst spielte. Hinzu kamen Ulrike Schwab und Rüdiger Frank als weitere Darsteller. Nicht nur die Kostüme wurden bei der Inszenierung an die Steampunkmode angelegt, sondern auch die Bühne mit riesigen Zahnrädern und Maschinen bestückt.

### Gesellschaftsspiele
Bis auf Rollenspiele haben Gesellschaftsspiele das Thema nur sehr begrenzt für sich entdeckt. Als erstes griff das 1988 entstandene Spiel Sky Galleons of Mars das Thema auf, indem es Kolonialisierungskämpfe im Sonnensystem mittels Aetherschiffen darstellt, woraus sich noch im selben Jahr das Rollenspiel Space: 1889 entwickelte, ohne allerdings bereits den Begriff Steampunk zu verwenden. Das 1994 erschienene Castle Falkenstein verwendet den Begriff aber schon explizit und stellt in Quellenbüchern die Aspekte des Genres genauer dar: Comme Il Fault verdeutlicht die Benimm-Regeln der viktorianischen Zeit, während Wunderwerke des Dampfzeitalters verschiedenste phantastische Techniken darstellt. Das 1994 veröffentlichte Midgard – Abenteuer 1880 spielt in den letzten Jahren des 19. Jahrhunderts und zeigt deutliche Steampunk-Elemente. Opus Anima bringt den Steampunk mit Horrorelementen zusammen. Auch Deadlands gibt den Wilden Westen in Steampunk-Art wieder, während GURPS-Steampunk einen eher allgemeinen Überblick über das Genre verschafft. Andere wiederum, wie auch schon in anderen Bereichen, verwenden lediglich Steampunk-Elemente im Rahmen z. B. von Fantasy wie die Iron Kingdoms. Ebenfalls das Kartenspiel TRAINS greift bei der Gestaltung der Züge Steampunk-Motive auf.

### Computerspiele
Spiele wie Fable III, Arcanum: Von Dampfmaschinen und Magie, Dark Project 2: The Metal Age, Thief, Gun Valkyrie und Dishonored: Die Maske des Zorns, Dishonored 2: Das Vermächtnis der Maske, BioShock, BioShock 2, BioShock Infinite, Guild Wars 2 und Myst verfügen über Elemente des Steampunk-Genres. Auch Rollenspiele, die in erster Linie im Stil des Mittelalters und der Dark Fantasy gestaltet sind, enthalten oft Steampunk-Elemente. Beispielsweise existieren in Diablo III technisch relativ fortschrittliche Handfeuerwaffen – und in World of WarCraft leben technologisch begabte Gnome, die mitunter Bomben, Pulverbüchsen oder Dampfmaschinen und sogar Fahr- und Flugzeuge mit Verbrennungsmotoren herstellen, verkaufen und weiterentwickeln, in Pathfinder: Wrath of the Righteous ein Handlungsstrang, der sich um den Borg ähnliche Cyborgs dreht, oder in Spielen der Total War: Warhammer–Reihe dampfbetriebene Kampffahrzeuge, Helikopter und industrielle Produktionszentren mit den Schloten, Hochöfen etc. der Epoche der Industrialisierung. In The Order: 1886 finden sich viele Steampunk-Elemente wieder wie Hochbahnen, Luftschiffe und dampf- oder elektrisch betriebene Maschinen. Recht klassisch im Steampunk Stil ist im Jahr 2018 das Computer- und Konsolenspiel Frostpunk erschienen.
Ebenso ist die gesamte Fallout-Reihe vollständig dem Atompunk zuzuordnen. Außerdem existiert im DLC „Brave New World“ zum Spiel Sid Meier’s Civilization V ein Szenario, das dem Steampunk zuzuordnen ist. Unter anderem treten hier sogenannte „Land-Panzerschiffe“ auf, die vom Aussehen und Aufgabengebiet an moderne Kampfpanzer erinnern, allerdings mit Dampf betrieben werden.

### Freizeitparks
Im Disneyland Paris wurde 1992 mit dem Themenbereich Discoveryland, einem Themenbereich, der an Jules Verne angelehnt ist, einer der ersten Steampunk-Themenbereiche eröffnet. Im Tokyo DisneySea befindet sich der Themenbereich „Port Discovery“, der ebenfalls an Jules Verne angelehnt ist.
2020 eröffnete im Phantasialand die Themenwelt Rookburgh, die rund um das Thema Steampunk gestaltet ist. In dieser Themenwelt können Besucher den ersten Flying-Launch Coaster erleben, der als revolutionäres Steampunk-Fluggerät thematisiert ist. Im Kapselhotel Charles Lindbergh kann man zudem „wie ein Aeronaut“ übernachten.

### Werbung
Letztlich haben Steampunkelemente, insbesondere die phantastische Technik, die Werbung erreicht. So verwendet die Lotteriefirma Millionenlos eine große Steampunk-Maschine in ihrer Werbung, Saturn hat gleich mehrere Werbespots mit einem Dampf-Tyrannosaurus gedreht, Renault bewirbt damit Elektroautos, die Coca-Cola Company unterstreicht ihre Tradition seit 1886, ebenso Manner, und Twix suggeriert, die bekannten Schokoriegel entstünden in rivalisierenden Steampunk-Fabriken.

### Unternehmen
Mittlerweile gibt es auch Unternehmen, die sich auf Steampunk spezialisiert haben. Dazu gehört die lettische Firma SlavaTech. Zu ihrem Sortiment gehört unter anderem der Pentode, ein USB-Stick im Stil einer sowjetischen Vakuumröhre.

### Internet
Das Internet ist das primäre Kommunikationsmedium der Steampunk-Szene, sodass man hier Hinterlassenschaften jeder Art der Szene findet. Angefangen bei Dokumentationen vom steampunkigen Umbau eines Laptops über Internet-Zeitschriften bis hin zu parodistischen Filmprojekten auf YouTube.
Stefan Schultz zufolge passe der Retro-Futurismus der Steampunk-Bewegung zu den zahlreichen anderen Retro-Strömungen der Netzkultur: dem Sammeln antiker Computer, der pixeligen 8-Bit-Kunst oder der Konservierung alter Spiele durch Kanons, Fangames oder Abandonware-Seiten. Sie hätten die Funktion, den galoppierenden technischen Fortschritt künstlerisch zu verklären, ihn hinter einer zeitlos wirkenden Fassade zu verstecken.
Aber durch die zunehmende Entmystifizierung des Weltraums und anderer Bereiche der Wissenschaft werden entsprechende Fiktionen (sprich: Science-Fiction) seltener, während das Genre des Steampunk neue fiktionale Pfade öffnet und somit wahrscheinlich weiterhin florieren werde.

### Begriff im Nachschlagewerk
- Brian Stableford: Science Fact and Science Fiction. An Encyclopedia. Routledge, New York NY u. a. 2006, ISBN 0-415-97460-7, Steampunk, S. 502 f. (englisch).

### Sachliteratur
- Jeff VanderMeer, S. J. Chambers: The Steampunk Bible. An Illustrated Guide to the World of Imaginary Airships, Corsets and Goggles, Mad Scientists, and Strange Literature. Abrams Image, New York NY 2011, ISBN 978-0-8109-8958-0 (englisch).
- Alex Jahnke, Marcus Rauchfuß: Steampunk – kurz & geek. O’Reilly, Köln 2012, ISBN 978-3-86899-367-7.
- Alex Jahnke, Clara Lina Wirz: Das Große Steampanoptikum. Eine Fantastische Reise durch die Welt des deutschen Steampunks. Edition Roter Drache, Remda-Teichel 2014, ISBN 978-3-939459-88-0
- Dan Aetherman: Steampunk: Jules Vernes Erben und ihre fantastischen Maschinen. Franzis-Verlag, München 2015, ISBN 978-3-645-60381-2.
- James H Carrot, Brian David Johnson: Vintage Tomorrows: A Historian And A Futurist Journey Through Steampunk Into The Future of Technology. O’Reilly, Sebastopol CA 2013, ISBN 978-1-4493-3799-5.
- Carsten Kuhr: Steampunk in Deutschland – Eine ewige Trauergeschichte, in: phantastisch! #77, 1/2020, S. 16–22.
- Admiral Aaron Ravensdale (Hrsg.): Steampunk Mechanics: Made in Germany. Edition Roter Drache, Remda-Teichel 2016, ISBN 978-3-946425-10-6.